# Estudios zhuang
Los estudios zhuang (zhuang: Hagcueŋь / Hagcuengh; chino simplificado: 壮学; chino tradicional: 壯學; pinyin: Zhuàngxué) son el estudio sobre la etnia zhuang. La zhuangología es el término generalmente usado en Europa para describir el estudio histórico y cultural de los zhuang; en Norteamérica, el campo académico es normalmente llamado Zhuang Studies, que incluye tanto ciencias socio-contemporáneas, como campos humanísticos clásicos.

## Historia
En términos generales, el estudio zhuang abarca el estudio de sus lenguas, cultura, historia, literatura, arte, música, economía, religión y sociedad de los zhuang. Los comienzos de estos estudios se pueden datar en el antropólogo e historiador chino Huang Xianfan (1899-1982). En su Breve Historia de los Zhuang (1957), no solo registró la historia política y militar de la zhuang, sino también aspectos científicos, culturales, religiosos y sociales de los zhuang en detalle. También fue el primero en estudiar la antropología de los zhuang.